# 索尼α6300

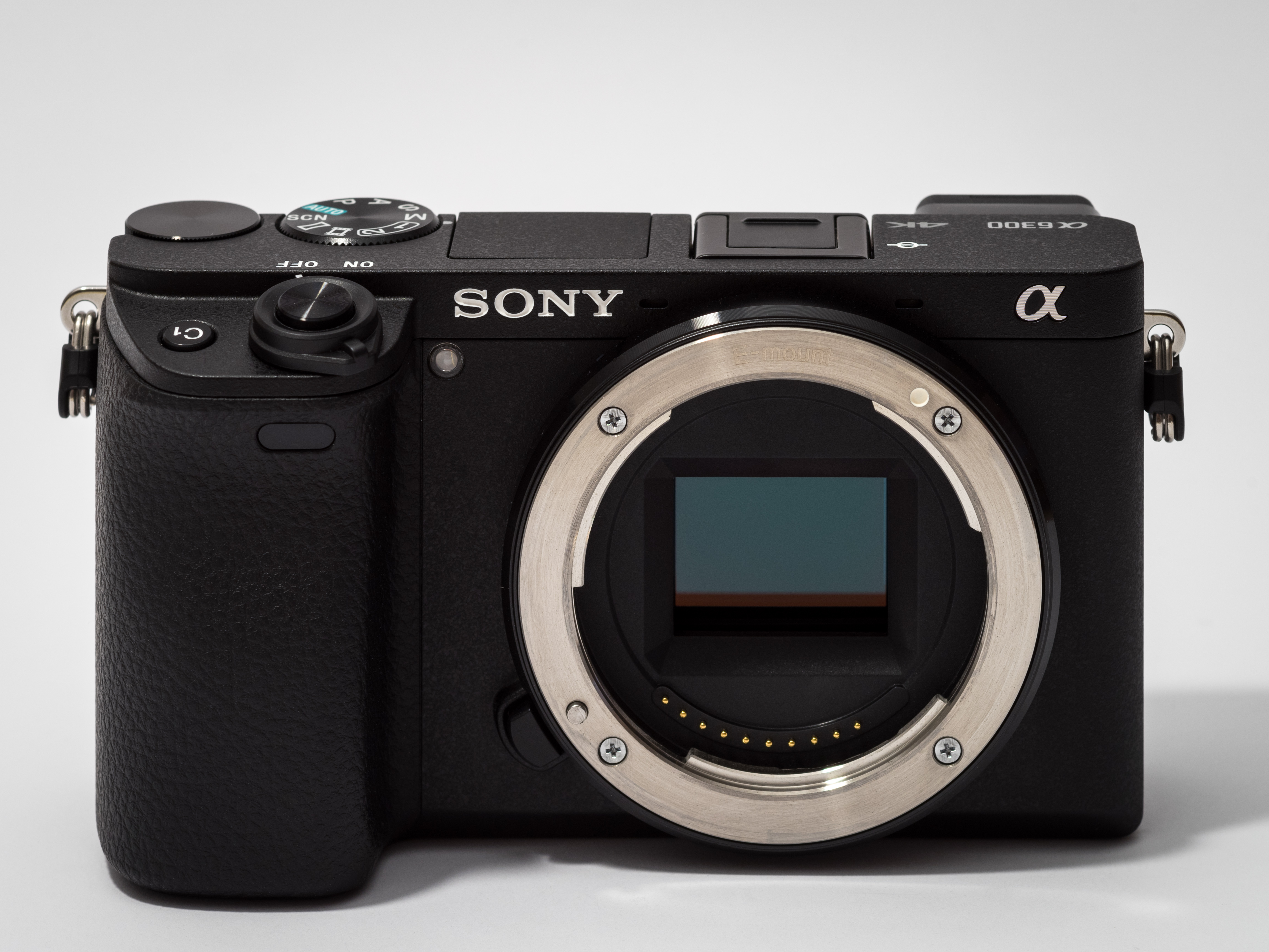
a6300

索尼α6300（产品型号：ILCE-6300），是索尼于2016年2月4日正式发布的一款约2420万像素的APS-C画幅无反数码相机。该系列共有5款产品。
相较于前任机型a6000，a6300在对焦、视频方面进行了全面提升，具备对焦更快的425个相位检测点，169个反差检测点。并增加了4K/30P拍摄能力，并且支持了log视频模式。此外转接A卡口镜头自动对焦速度方面相较于A6000也有着质的提升。
相比较而言，a6000只有198个相位检测点，25个反差检测点。视频也只能支持1080P，且没有log模式。
2019年1月，索尼发布了后续机型索尼α6400（ILCE-6400），α6300已于2019年从索尼中文官网下架。

## 产品特性
- 借助于先进的4D对焦系统，425个相位检测自动对焦点，α6300可以在整个画面上更准确，高效和可靠地对焦于被摄体
- 适用于A卡口镜头的焦平面相位检测自动对焦
- 静音拍摄模式即使在连续拍摄约30分钟的过程中也不会发出声音，因此在拍摄室内表演，室外野生动植物以及其他需要安静的情况下非常方便。
- α6300的内部框架，后盖，顶盖和前盖均由镁合金制成，坚固，坚固，轻巧，比其前代产品坚固。
- S-Gamut / S-Log拍摄可以通过在后期制作中进行色彩分级来灵活地制作更具表现力的电影。
- 全高清120fps拍摄和4x / 5x慢动作录制
- 4K视频录制
- 0.05 秒 快速自动对焦
- 高速BIONZ X图像处理引擎
- 11张/秒的高速连拍功能[2]

## 视频能力

#### Cinegammas
Cinegammas对改善照明条件非常有用，因为它们提供了改进的高光滚降功能。 除了Cinegammas之外，a6300还具有S-Log2和S-Log3对数伽玛曲线，以及S-Gamut，S-Gamut3和S-Gamut3.cine,这意味着用户在大光比的极端情况下拍摄之后有着更大的后期调整空间，细节也能更好的保留。即便是新手在下载lut预设以后也能轻松调出有电影感的短片。

#### XAVC S4K：
3840×2160（4K超清）：25p/100Mbps，25p/60Mbps

#### XAVC S HD：
1920×1080（全高清）：100p/100Mbps，100p/60Mbps，50p/50Mbps，25p/50Mbps)

#### AVCHD：
1920×1080（全高清）：50p/ 最大比特率28Mbps
1920×1080（全高清）：50i/ 最大比特率24Mbps
1920×1080（全高清）：50i/平均比特率17Mbps
1920×1080（全高清）：25p/ 最大比特率24Mbps
1920×1080（全高清）：25p/ 平均比特率17Mbps

#### MP4：
1920×1080（全高清）：50p 28M
1920×1080（全高清）：25p 16M
1920×1080（全高清）：25p 6M

## 照片分辨率

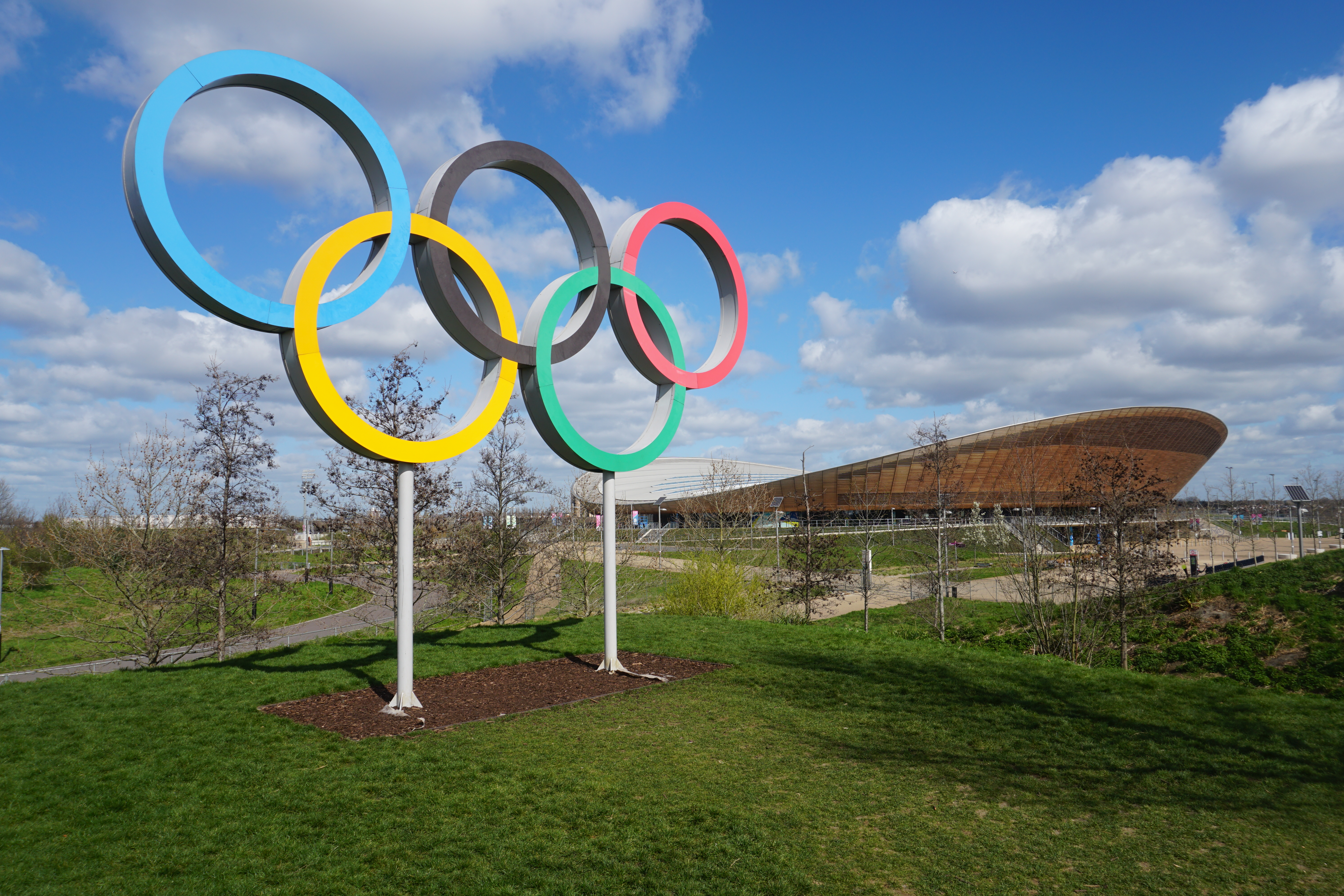
ILCE-6300拍摄样张

3:2
L（24M）：6000×4000
M（12M）：4240×2832
S（6M）：3008×2000
16:9
L（20M）：6000×3376
M（10M）：4240×2400
S（5.1M）：3008×1688

## 系列产品
该系列的其他型号产品分别为：
| 索尼A6300(单机) | 索尼A6300套机(E PZ 16-50mm OSS) | 索尼A6300套机(T*E 16-70mm ZA OSS) | 索尼A6300套机(E 50mm f/1.8 OSS) |